# Aldus Roger
Aldus Roger (Carencro, 10 febbraio 1916 – Lafayette, 4 aprile 1999) è stato un fisarmonicista statunitense.

## Biografia
Figlio di un musicista, Aldus all'età di otto anni aveva già una buona conoscenza del suo strumento preferito, l'accordion.
Attivo in pubblico dalla seconda metà degli anni trenta, suonava con un gruppo con repertorio perlopiù di musica country statunitense.
Fu solo la riscoperta della musica tradizionale cajun avvenuta verso la fine degli anni cinquanta, grazie a musicisti quali Iry LeJune, Nathan Abshire, The Balfa Brothers, che Roger con la sua band, i Lafayette Playboys cominciò a costruirsi una solida fama oltre i propri confini locali.
Durante gli anni sessanta e gli anni settanta ebbe un proprio programma musicale presso la rete televisiva KLFY di Lafayette, realizzando nello stesso periodo di tempo molti singoli ed alcuni albums.
Lo stile e l'attività musicale di Aldus Roger ebbe notevole influenza con le nuove generazioni di accordionist cajun come Reggie Matte, Pat Savant e Wayne Troups.

## Discografia

### Album
- 1964 – Aldus Roger Plays the French Music of South Louisiana (La Louisianne Records, LL-107)
- 1966 – King of the French Accordion Plays His Old Hits... (La Louisianne Records, LL-114)
- 1967 – Aldus Roger Plays the Cajun French Classics (La Louisianne Records, LL-122)
- 1993 – A Cajun Legend (La Louisianne Records, LLCD-1007)
- 1998 – Aldus Roger and The Lafayette Playboys (MTE Records, MTE 5060-2)

### Singoli
- 1951 – The Lafayette Playboy Waltz/Hix Wagon Wheel Special (Feature Records, 1028) a nome Aldus Roger and The Lafayette Playboys
- 1953 – Lifetime Waltz/Widows of the Village (Tanner 'N' Texas Records, TNT 106) a nome Aldus Roger and His Accordion
- 1954 – Love Sick Waltz/Mardi Gras Dance (Feature Records, 2004) a nome Aldus Roger and The Lafayette Playboys
- 195? – K L F Y Waltz/Channel 10 Two-Step (Acadian Artists Records, 1000) a nome Aldus Roger and The Lafayette Playboys
- 1959 – La valse d'ennui (The Lonely Waltz)/The Lafayette Playboys Special (Acadian Artists Records, N°.101) a nome Aldus Roger and The Lafayette Playboys
- 1959 – Diga Ding Ding Dong/Duson Waltz (Goldband Records, G-1084) a nome Aldus Roger and His French Accordion
- 196? – Oson Two-Step/Family Waltz (Cajun Classics Records, CC-102) a nome Aldus Roger and The Lafayette Playboys
- 196? – La valse de misery/New Mardi-Gras Dance (Cajun Classics Records, 103) a nome Aldus Roger and The Lafayette Playboys
- 196? – Lafayette Playboy's Waltz/Crowley Two-Step (Cajun Classics Records, 106) a nome Aldus Roger and His Lafayette Playboys
- 1963? – One More Chance/One Scotch, One Burbon, One Beer (La Louisianne Records, LL-8039) a nome Aldus Roger
- 1963 – Not Lonesome Anymore/Mean Woman (La Louisianne Records, LL-8043) a nome Aldus Roger
- 1964? – Nobody Wants Me/Lafayette Two-Step (La Louisianne Records, LL-8053) a nome Aldus Roger
- 1965 – Louisiana Waltz/Triangle Special (La Louisianne Records, LL-8076) a nome Aldus Roger
- 1967? – The Last Waltz/Perrodin Two-Step (La Louisianne Records, LL-8108) a nome Aldus Roger
- 1973? – What Will I Do/Shamrock Two-Step (La Louisianne Records, LL-8131) a nome Aldus Roger
- ? – Valse a Alida/Cajun Special (Swallow Records, 45-3003) a nome Aldus Roger and The Lafayette Playboys
- 1968 – Be Careful You're Breaking My Heart/Marie (Swallow Records, 45-10196) a nome Aldus Roger